# Olympische Sommerspiele 1912/Fechten – Säbel (Männer)
Das Florettfechten bei den Olympischen Spielen 1912 in Stockholm fand vom 16. bis 18. Juli auf dem Östermalms IP statt.
Insgesamt nahmen 64 Athleten aus 12 Nationen teil.

## Wettkampfformat
Der Wettkampf bestand aus vier Runden. In jeder Runde gab es mehrere Gruppen, in denen im Jeder-gegen-jeden Format gefochten wurde. Der Athlet, der als Erster fünf Treffer setzen konnte, gewann den Kampf.
Die Runden gestalteten sich wie folgt:
- Achtelfinale: 16 Gruppen mit jeweils 3 bis 5 Athleten. Die drei besten Athleten einer Gruppe zogen ins Viertelfinale ein.
- Viertelfinale: 8 Gruppen mit jeweils 6 Athleten. Die 3 besten Athleten einer Gruppe qualifizierten sich für das Halbfinale.
- Halbfinale: 4 Gruppen mit jeweils 6 Athleten. Die 2 besten Athleten einer Gruppe qualifizierten sich für das Finale.
- Finale: Eine Gruppe mit 8 Athleten

## Zeitplan
| Datum                     | Zeit             | Runde                                                                     |
| ------------------------- | ---------------- | ------------------------------------------------------------------------- |
| Dienstag, 16. Juli 1912   | 9:00 12:00 15:00 | Achtelfinale Gruppe A–D Achtelfinale Gruppe E–H Achtelfinale Gruppe I–L   |
| Mittwoch, 17. Juli 1912   | 9:00 12:00 15:00 | Achtelfinale Gruppe M–P Viertelfinale Gruppe A–D Viertelfinale Gruppe E–H |
| Donnerstag, 18. Juli 1912 | 9:00 14:00       | Halbfinale Finale                                                         |

## Ergebnisse

### Achtelfinale

#### Gruppe A
| Rang | Athleten             | Nation           | Siege | Anm. |
| ---- | -------------------- | ---------------- | ----- | ---- |
| 1    | Giovanni Benfratello | Italien          | 3     | Q    |
| 2    | Lajos Werkner        | Ungarn           | 2     | Q    |
| 3    | Wladimir Danitsch    | Russisches Reich | 1     | Q    |
| 4    | Gustaf Armgarth      | Schweden         | 0     |      |

#### Gruppe B
| Rang | Athleten           | Nation           | Siege | Anm. |
| ---- | ------------------ | ---------------- | ----- | ---- |
| 1    | Julius Lichtenfels | Deutsches Reich  | 3     | Q    |
| 1    | Béla Zulavsky      | Ungarn           | 3     | Q    |
| 3    | Wladimir Andrejew  | Russisches Reich | 2     | Q    |
| 4    | Friedrich Golling  | Österreich       | 2     |      |
| 5    | Helge Werner       | Schweden         | 0     |      |

#### Gruppe C
| Rang | Athleten         | Nation           | Siege | Anm. |
| ---- | ---------------- | ---------------- | ----- | ---- |
| 1    | Karl Münich      | Österreich       | 3     | Q    |
| 2    | Hans Thomson     | Deutsches Reich  | 2     | Q    |
| 3    | Jens Berthelsen  | Dänemark         | 1     | Q    |
| 4    | Boris Nepokupnoi | Russisches Reich | 0     |      |

#### Gruppe D
| Rang | Athleten           | Nation           | Siege | Anm. |
| ---- | ------------------ | ---------------- | ----- | ---- |
| 1    | Edoardo Alaimo     | Italien          | 4     | Q    |
| 2    | Oluf Berntsen      | Dänemark         | 2     | Q    |
| 2    | Albert Bogen       | Österreich       | 2     | Q    |
| 4    | Zdeněk Bárta       | Böhmen           | 1     |      |
| 4    | Alexander Schkylew | Russisches Reich | 1     |      |

#### Gruppe E
| Rang | Athleten           | Nation           | Siege | Anm. |
| ---- | ------------------ | ---------------- | ----- | ---- |
| 1    | Charles Vanderbyl  | Großbritannien   | 3     | Q    |
| 2    | Josef Javůrek      | Böhmen           | 3     | Q    |
| 3    | Josef Puhm         | Österreich       | 2     | Q    |
| 4    | Carl-Gustaf Klerck | Schweden         | 1     |      |
| 4    | Georgi Sakyritsch  | Russisches Reich | 1     |      |

#### Gruppe F
| Rang | Athleten             | Nation           | Siege | Anm. |
| ---- | -------------------- | ---------------- | ----- | ---- |
| 1    | Einar Levison        | Dänemark         | 3     | Q    |
| 2    | Alfred Ridley-Martin | Großbritannien   | 2     | Q    |
| 3    | Anatoli Timofejew    | Russisches Reich | 1     | Q    |
| 4    | Johannes Kolling     | Niederlande      | 0     |      |

#### Gruppe G
| Rang | Athleten              | Nation           | Siege | Anm. |
| ---- | --------------------- | ---------------- | ----- | ---- |
| 1    | Béla Békessy          | Ungarn           | 3     | Q    |
| 2    | Franz Dereani         | Österreich       | 1     | Q    |
| 3    | William Marsh         | Großbritannien   | 1     | Q    |
| 4    | Konstantin Vaterkampf | Russisches Reich | 1     |      |

#### Gruppe H
| Rang | Athleten           | Nation           | Siege | Anm. |
| ---- | ------------------ | ---------------- | ----- | ---- |
| 1    | Hendrik de Iongh   | Niederlande      | 3     | Q    |
| 1    | Péter Tóth         | Ungarn           | 3     | Q    |
| 3    | Sven Nordenström   | Schweden         | 2     | Q    |
| 4    | Douglas Godfree    | Großbritannien   | 1     |      |
| 4    | Alexander Mordowin | Russisches Reich | 1     |      |

#### Gruppe I
| Rang | Athleten         | Nation           | Siege | Anm. |
| ---- | ---------------- | ---------------- | ----- | ---- |
| 1    | Nikolai Kusnezow | Russisches Reich | —     | Q    |
| 1    | Ervin Mészáros   | Ungarn           | —     | Q    |
| 1    | Georg Stöhr      | Deutsches Reich  | —     | Q    |

#### Gruppe J
| Rang | Athleten                       | Nation           | Siege | Anm. |
| ---- | ------------------------------ | ---------------- | ----- | ---- |
| 1    | Jenő Fuchs                     | Ungarn           | —     | Q    |
| 1    | Apollon Guiber von Greifenfels | Russisches Reich | —     | Q    |
| 1    | Carl Personne                  | Schweden         | —     | Q    |

#### Gruppe K
| Rang | Athleten            | Nation           | Siege | Anm. |
| ---- | ------------------- | ---------------- | ----- | ---- |
| 1    | Boris Arsenjew      | Russisches Reich | —     | Q    |
| 1    | Bertalan Dunay      | Ungarn           | —     | Q    |
| 1    | Ernest zu Hohenlohe | Österreich       | —     | Q    |

#### Gruppe L
| Rang | Athleten          | Nation           | Siege | Anm. |
| ---- | ----------------- | ---------------- | ----- | ---- |
| 1    | Zoltán Schenker   | Ungarn           | 3     | Q    |
| 2    | Friedrich Schwarz | Deutsches Reich  | 2     | Q    |
| 3    | Harry Butterworth | Großbritannien   | 1     | Q    |
| 4    | Pawel Filatow     | Russisches Reich | 1     |      |

#### Gruppe M
| Rang | Athleten              | Nation                | Siege | Anm. |
| ---- | --------------------- | --------------------- | ----- | ---- |
| 1    | Francesco Pietrasanta | Italien               | 3     | Q    |
| 2    | Pál Pajzs             | Ungarn                | 1     | Q    |
| 3    | Alfred Syson          | Großbritannien        | 1     | Q    |
| 4    | Walter Gate           | Südafrikanische Union | 1     |      |

#### Gruppe N
| Rang | Athleten              | Nation             | Siege | Anm. |
| ---- | --------------------- | ------------------ | ----- | ---- |
| 1    | Oszkár Gerde          | Ungarn             | 3     | Q    |
| 2    | Nedo Nadi             | Italien            | 2     | Q    |
| 3    | Albertson Van Zo Post | Vereinigte Staaten | 1     | Q    |
| 4    | Archibald Corble      | Großbritannien     | 0     |      |

#### Gruppe O
| Rang | Athleten     | Nation             | Siege | Anm. |
| ---- | ------------ | ------------------ | ----- | ---- |
| 1    | Dezső Földes | Ungarn             | —     | Q    |
| 1    | Alfred Keene | Großbritannien     | —     | Q    |
| 1    | Alfred Sauer | Vereinigte Staaten | —     | Q    |

#### Gruppe P
| Rang | Athleten           | Nation         | Siege | Anm. |
| ---- | ------------------ | -------------- | ----- | ---- |
| 1    | László Berti       | Ungarn         | 3     | Q    |
| 2    | Aristide Pontenani | Italien        | 2     | Q    |
| 3    | Edward Brookfield  | Großbritannien | 1     | Q    |
| 4    | Gunnar Lindholm    | Schweden       | 0     |      |

### Viertelfinale

#### Gruppe A
| Rang | Athleten             | Nation           | Losses | Anm. |
| ---- | -------------------- | ---------------- | ------ | ---- |
| 1    | László Berti         | Ungarn           | 0      | Q    |
| 2    | Bertalan Dunay       | Ungarn           | 1      | Q    |
| 3    | Wladimir Andrejew    | Russisches Reich | 2      | Q    |
| 4    | Giovanni Benfratello | Italien          | 3      |      |
| 5    | Einar Levison        | Dänemark         | 4      |      |
| 5    | Georg Stöhr          | Deutsches Reich  | 4      |      |

#### Gruppe B
| Rang | Athleten          | Nation             | Losses        | Anm. |
| ---- | ----------------- | ------------------ | ------------- | ---- |
| 1    | Lajos Werkner     | Ungarn             | 0             | Q    |
| 2    | Oszkár Gerde      | Ungarn             | 1             | Q    |
| 3    | Anatoli Timofejew | Russisches Reich   | 2             | Q    |
| 4    | Harry Butterworth | Großbritannien     | 3             |      |
| 4    | Alfred Sauer      | Vereinigte Staaten | 3             |      |
| —    | Albert Bogen      | Österreich         | Did not start |      |

#### Gruppe C
| Rang | Athleten            | Nation           | Losses        | Anm. |
| ---- | ------------------- | ---------------- | ------------- | ---- |
| 1    | Ervin Mészáros      | Ungarn           | 0             | Q    |
| 2    | Friedrich Schwarz   | Deutsches Reich  | 1             | Q    |
| 3    | William Marsh       | Großbritannien   | 2             | Q    |
| 4    | Ernest zu Hohenlohe | Österreich       | 3             |      |
| —    | Edoardo Alaimo      | Italien          | Did not start |      |
| —    | Wladimir Danitsch   | Russisches Reich | Did not start |      |

#### Gruppe D
| Rang | Athleten           | Nation           | Losses        | Anm. |
| ---- | ------------------ | ---------------- | ------------- | ---- |
| 1    | Béla Békessy       | Ungarn           | 1             | Q    |
| 1    | Dezső Földes       | Ungarn           | 1             | Q    |
| 3    | Oluf Berntsen      | Dänemark         | 2             | Q    |
| 4    | Nikolai Kusnezow   | Russisches Reich | 3             |      |
| 4    | Aristide Pontenani | Italien          | 3             |      |
| —    | Karl Münich        | Österreich       | Did not start |      |

#### Gruppe E
| Rang | Athleten                       | Nation           | Losses        | Anm. |
| ---- | ------------------------------ | ---------------- | ------------- | ---- |
| 1    | Zoltán Schenker                | Ungarn           | 1             | Q    |
| 2    | Apollon Guiber von Greifenfels | Russisches Reich | 2             | Q    |
| 2    | Charles Vanderbyl              | Großbritannien   | 2             | Q    |
| 4    | Hans Thomson                   | Deutsches Reich  | 2             |      |
| 5    | Edward Brookfield              | Großbritannien   | 3             |      |
| —    | Franz Dereani                  | Österreich       | Did not start |      |

#### Gruppe F
| Rang | Athleten         | Nation           | Losses        | Anm. |
| ---- | ---------------- | ---------------- | ------------- | ---- |
| 1    | Jenő Fuchs       | Ungarn           | 0             | Q    |
| 1    | Alfred Syson     | Großbritannien   | 0             | Q    |
| 3    | Boris Arsenjew   | Russisches Reich | 2             | Q    |
| 4    | Jens Berthelsen  | Dänemark         | 3             |      |
| —    | Hendrik de Iongh | Niederlande      | Did not start |      |
| —    | Josef Javůrek    | Böhmen           | Did not start |      |

#### Gruppe G
| Rang | Athleten         | Nation         | Losses        | Anm. |
| ---- | ---------------- | -------------- | ------------- | ---- |
| 1    | Nedo Nadi        | Italien        | 1             | Q    |
| 1    | Pál Pajzs        | Ungarn         | 1             | Q    |
| 3    | Béla Zulavsky    | Ungarn         | 2             | Q    |
| 4    | Alfred Keene     | Großbritannien | 2             |      |
| 5    | Sven Nordenström | Schweden       | 4             |      |
| —    | Josef Puhm       | Österreich     | Did not start |      |

#### Gruppe H
| Rang | Athleten              | Nation             | Losses        | Anm. |
| ---- | --------------------- | ------------------ | ------------- | ---- |
| 1    | Péter Tóth            | Ungarn             | 0             | Q    |
| 2    | Julius Lichtenels     | Deutsches Reich    | 1             | Q    |
| 2    | Carl Personne         | Schweden           | 1             | Q    |
| 4    | Francesco Pietrasanta | Italien            | 1             |      |
| 5    | Alfred Ridley-Martin  | Großbritannien     | 4             |      |
| —    | Albertson Van Zo Post | Vereinigte Staaten | Did not start |      |

### Halbfinale

#### Gruppe A
| Rang | Athleten          | Nation           | Siege         | Anm. |
| ---- | ----------------- | ---------------- | ------------- | ---- |
| 1    | Béla Békessy      | Ungarn           | 4             | Q    |
| 2    | Nedo Nadi         | Italien          | 3             | Q    |
| 3    | Béla Zulavsky     | Ungarn           | 2             |      |
| 4    | Bertalan Dunay    | Ungarn           | 1             |      |
| 5    | Friedrich Schwarz | Deutsches Reich  | 0             |      |
| —    | Anatoli Timofejew | Russisches Reich | Did not start |      |

#### Gruppe B
| Rang | Athleten           | Nation           | Siege         | Anm. |
| ---- | ------------------ | ---------------- | ------------- | ---- |
| 1    | Péter Tóth         | Ungarn           | 2             | Q    |
| 2    | Jenő Fuchs         | Ungarn           | 1             | Q    |
| 3    | Alfred Syson       | Großbritannien   | 0             |      |
| —    | Wladimir Andrejew  | Russisches Reich | Did not start |      |
| —    | Oszkár Gerde       | Ungarn           | Did not start |      |
| —    | Julius Lichtenfels | Deutsches Reich  | Did not start |      |

#### Gruppe C
| Rang | Athleten          | Nation           | Siege | Anm. |
| ---- | ----------------- | ---------------- | ----- | ---- |
| 1    | Ervin Mészáros    | Ungarn           | 5     | Q    |
| 2    | Dezső Földes      | Ungarn           | 4     | Q    |
| 3    | Pál Pajzs         | Ungarn           | 3     |      |
| 4    | Charles Vanderbyl | Großbritannien   | 2     |      |
| 5    | Boris Arsenjew    | Russisches Reich | 1     |      |
| 6    | Carl Personne     | Schweden         | 0     |      |

#### Gruppe D
| Rang | Athleten                       | Nation           | Siege | Anm. |
| ---- | ------------------------------ | ---------------- | ----- | ---- |
| 1    | Lajos Werkner                  | Ungarn           | 5     | Q    |
| 2    | Zoltán Schenker                | Ungarn           | 4     | Q    |
| 3    | László Berti                   | Ungarn           | 3     |      |
| 4    | Apollon Guiber von Greifenfels | Russisches Reich | 2     |      |
| 5    | William Marsh                  | Großbritannien   | 1     |      |
| 6    | Oluf Berntsen                  | Dänemark         | 0     |      |

### Finale
| Rang | Athlet          | Nation  | Siege | Niederlage | Treffer | Gegner Treffer |
| ---- | --------------- | ------- | ----- | ---------- | ------- | -------------- |
| 1    | Jenő Fuchs      | Ungarn  | 6     | 1          | 18      | 10             |
| 2    | Béla Békessy    | Ungarn  | 5     | 2          | 17      | 11             |
| 3    | Ervin Mészáros  | Ungarn  | 5     | 2          | 17      | 12             |
| 4    | Zoltán Schenker | Ungarn  | 4     | 3          | 17      | 13             |
| 5    | Nedo Nadi       | Italien | 4     | 3          | 16      | 17             |
| 6    | Péter Tóth      | Ungarn  | 2     | 5          | 12      | 17             |
| 7    | Lajos Werkner   | Ungarn  | 1     | 6          | 13      | 19             |
| 8    | Dezső Földes    | Ungarn  | 1     | 6          | 9       | 20             |

| Begegnung             | Begegnung | Begegnung             | Ergebnis |
| --------------------- | --------- | --------------------- | -------- |
| Jenő Fuchs (HUN)      | –         | Béla Békessy (HUN)    | 3:0      |
| Jenő Fuchs (HUN)      | –         | Ervin Mészáros (HUN)  | 3:2      |
| Jenő Fuchs (HUN)      | –         | Nedo Nadi (ITA)       | 3:2      |
| Jenő Fuchs (HUN)      | –         | Péter Tóth (HUN)      | 3:1      |
| Jenő Fuchs (HUN)      | –         | Lajos Werkner (HUN)   | 3:2      |
| Jenő Fuchs (HUN)      | –         | Dezső Földes (HUN)    | 3:0      |
| Béla Békessy (HUN)    | –         | Zoltán Schenker (HUN) | 3:2      |
| Béla Békessy (HUN)    | –         | Nedo Nadi (ITA)       | 3:0      |
| Béla Békessy (HUN)    | –         | Péter Tóth (HUN)      | 3:0      |
| Béla Békessy (HUN)    | –         | Lajos Werkner (HUN)   | 3:2      |
| Béla Békessy (HUN)    | –         | Dezső Földes (HUN)    | 3:1      |
| Ervin Mészáros (HUN)  | –         | Béla Békessy (HUN)    | 3:2      |
| Ervin Mészáros (HUN)  | –         | Zoltán Schenker (HUN) | 3:1      |
| Ervin Mészáros (HUN)  | –         | Nedo Nadi (ITA)       | 3:2      |
| Ervin Mészáros (HUN)  | –         | Lajos Werkner (HUN)   | 3:1      |
| Ervin Mészáros (HUN)  | –         | Dezső Földes (HUN)    | 3:0      |
| Zoltán Schenker (HUN) | –         | Jenő Fuchs (HUN)      | 3:0      |
| Zoltán Schenker (HUN) | –         | Péter Tóth (HUN)      | 3:1      |
| Zoltán Schenker (HUN) | –         | Lajos Werkner (HUN)   | 3:1      |
| Zoltán Schenker (HUN) | –         | Dezső Földes (HUN)    | 3:2      |
| Nedo Nadi (ITA)       | –         | Zoltán Schenker (HUN) | 3:2      |
| Nedo Nadi (ITA)       | –         | Péter Tóth (HUN)      | 3:2      |
| Nedo Nadi (ITA)       | –         | Lajos Werkner (HUN)   | 3:2      |
| Nedo Nadi (ITA)       | –         | Dezső Földes (HUN)    | 3:2      |
| Péter Tóth (HUN)      | –         | Ervin Mészáros (HUN)  | 3:0      |
| Péter Tóth (HUN)      | –         | Lajos Werkner (HUN)   | 3:2      |
| Lajos Werkner (HUN)   | –         | Dezső Földes (HUN)    | 3:1      |
| Dezső Földes (HUN)    | –         | Péter Tóth (HUN)      | 3:2      |